# Festung Saint-Nazaire

Saint-Nazaire im Département Loire-Atlantique

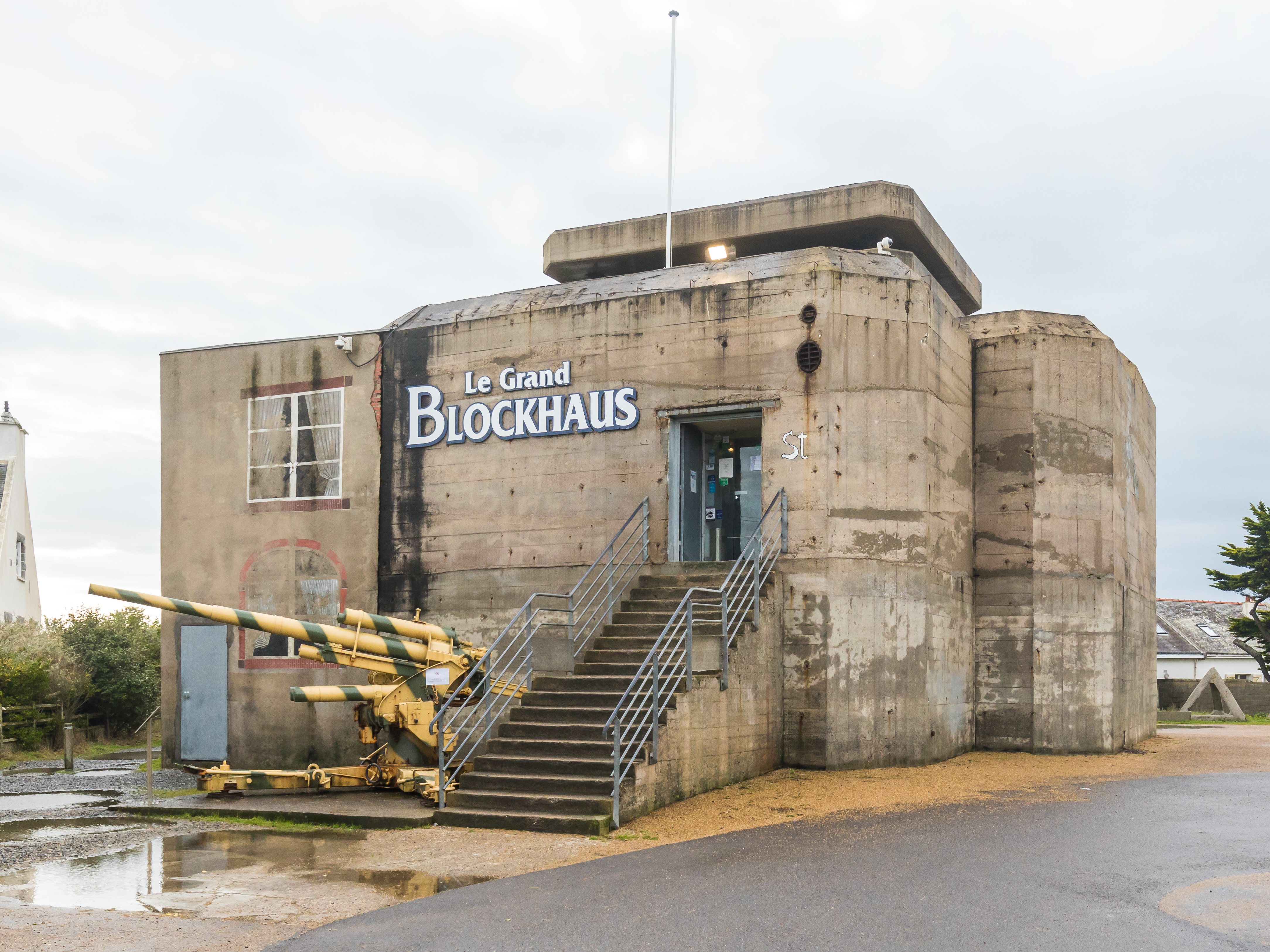
Das Museum Le Grand Blockhaus stellt die Geschichte des Kessels von Saint-Nazaire dar; mit 8,8-cm-Flak davor

Als Festung Saint-Nazaire oder die Belagerung von Saint-Nazaire werden die Ereignisse des Jahres 1944 und 1945 beschrieben, bei denen deutsche Verbände im Raum um den Flottenstützpunkt St.-Nazaire von US-amerikanischen Streitkräften und unterschiedlichen französischen Verbänden im heutigen Département Loire-Atlantique ab Mitte August 1944 eingeschlossen und belagert wurden. Erst drei Tage nach der Kapitulation der Wehrmacht am 8. Mai 1945 kapitulierten die eingeschlossenen deutschen Truppen.

## Hintergrund
Die Hafenstadt Saint-Nazaire spielte schon im Ersten Weltkrieg als wichtiger Hafen an der Westküste Frankreichs bei der Ausschiffung US-amerikanischer Truppen eine bedeutende Rolle. Für diesen Zweck wurden bereits in den Jahren 1917 bis 1918 bauliche Maßnahmen ergriffen um große Mengen Trinkwasser und auch Lebensmittel lagern zu können.
Mit der faktischen Kapitulation Frankreichs im Jahr 1940 die auf den Waffenstillstand von Compiègne folgte, begann der Ausbau der Hafenanlagen für die Nutzung durch die deutsche Kriegsmarine. Die Errichtung eines bis heute existierenden gigantischen U-Boot-Bunkers im Hafen stellte nur einen Teil der baulichen Sicherungsmaßnahmen für diesen Stützpunkt dar.
Das in den 1930er Jahren gebaute Trockendock des Hafens, war eine wertvolle Ressource für die deutschen Streitkräfte und wurde deshalb zum Ziel alliierter Angriffe. Insbesondere die Operation Chariot im Jahr 1942 vom 27. auf den 28. März, die zur Zerstörung des Docks führte, zeigte dem deutschen Oberkommando auf, dass die deutschen Stützpunkte gegen alliierte Angriffe von See, aus der Luft und von Land aus stärker gesichert werden mussten.

## U-Bootstützpunkt St. Nazaire
Schon ab September 1940 war der Hafen von St.-Nazaire als Ausweichstützpunkt für rund sechs deutsche U-Boote vorgesehen. Am 1. April 1940 hatte der Befehlshaber der U-Boote befohlen St.-Nazaire als großen Stützpunkt für 30 U-Boote der U-Boot-Klasse VII und U-Boot-Klasse IX auszubauen. Auch sollten hier U-Boote instand gesetzt werden. Bis Juni 1941 war eine erste U-Boot-Box fertiggestellt.
Im November 1944 erreichten die beiden Uboote U 722 und U 773 als Versorgungs-U-Boote St.-Nazaire und lieferten Panzerabwehrwaffen, Granatwerfer, Maschinengewehre und Munition. Im Februar 1945 und im März liefen zwei weitere Versorgungs-U-Boote den Hafen an.

## Operation Overlord
Die alliierte Landung mit der Operation Overlord in der Normandie und die nachfolgende Schlacht, welche die alliierten Streitkräfte mit dem Durchbrechen der nach der Landung entstandenen Frontlinie, für sich entschieden, stellte den Anfang der großflächigen Befreiung Frankreichs dar. Der Vorstoß der alliierten Kräfte erreichte in den ersten Augustwochen die Städte Rennes (6. August), Nantes (12. August) und Rezé (29. August). Die ausweichenden deutschen Truppen zogen sich auf die großen Atlantikhäfen Brest, Lorient, La-Rochelle, Royan und eben Saint-Nazaire zurück.
Man hatte auf der deutschen Seite entschieden die Atlantikhäfen nicht einfach aufzugeben und diese um jeden Preis zu verteidigen. Dies wurde den Generälen Jodl und Warlimont von Hitler ausdrücklich befohlen. Man ging davon aus, dass die fehlenden Hochseehäfen nach der Landung in der Normandie die Versorgung der alliierten Truppen auf dem europäischen Festland deutlich verkomplizieren würde. Die Alliierten dachten jedoch nicht daran die Masse ihrer Kräfte für den Kampf um die Hafenstützpunkte einzusetzen. Ihr klar definiertes Ziel, war möglichst schnell nach Deutschland vorzustoßen und nur kleinere Truppenkontingente wurden für den Angriff beziehungsweise die Belagerung der Hafenstützpunkte eingesetzt. Vielmehr ließ man der französischen Armee und den sich neu formierten Bataillonen der FFI (Frei Französischen Streitkräfte des Inneren), welche zum großen Teil aus der Resistance hervorgingen und deren konkurrierenden Organisation FTP (Francs-Tireurs et Partisans) die Belagerung.
Nachdem der Hafen von Brest am 18. September 1944 nach schweren und verlustreichen Kämpfen in völlig zerstörtem Zustand erobert worden war, verzichtete man auf vergleichbare Angriffe bei den verbliebenen vier Stützpunkten des Westwalls an der Westküste.

## Erklärung zur Festung
Das später zur Festung erklärte Gebiet umfasste den Hafen mit dem U-Boot-Stützpunkt und erstreckte sich von dort ostwärts bis zur Gemeinde Saint-Omer-de-Blain. Nach Norden dehnte sich der von den deutschten Truppen gehaltene Bereich bis La-Roche-Bernard und im Süden bis nach Pomic. Dieser Raum, in dem der Marine-Stützpunkt Saint-Nazaire und die ihn umgebenden Befestigungen des Atlantikwalls lagen, wurde im Januar 1945 zusammen mit der Stadt von Hitler zur Festung erklärt. Neben den bereits als Sicherung in diesem Raum stehenden deutschen Kräfte und den für den Betrieb des U-Boot-Stützpunkt erforderlichen Truppen zogen sich beim Durchbruch der alliierten Streitkräfte weitere deutsche Verbände in den mit vielen Bunkern geschützten Stützpunkt und sein mit Feldbefestigungen gesichertes Umland zurück.
So war nach ihrer Einschließung durch alliierte Truppen (15. August 1944) die Masse der 265. Infanterie-Division (Wehrmacht) unter Führung von Generalleutnant Hans Junck im Stützpunkt eingeschlossen und im Weiteren für die Verteidigung des eingeschlossenen Gebiets aus Stadt und Stützpunkt zuständig.
Die gesamte deutsche Besatzung bestand aus ca. 28.000 Mann mit insgesamt 700 Geschützen (Artillerie und Flak).

## Kapitulation
Nachdem am 7. Mai 1945 in Reims die deutsche Gesamtkapitulation unterzeichnet worden war, waren die deutschen Befehlshaber in Saint-Nazaire bereit mit den Vertretern der amerikanischen und französischen Streitkräfte über eine Übergabe der Stadt und des Stützpunktes zu verhandeln. Es wurde über Garantien bezüglich der Behandlung der künftigen Kriegsgefangenen gesprochen und es wurde die Zerstörung der Hafenanlagen in Aussicht gestellt, sofern keine Einigung zustande käme. Noch am 8. Mai 1945 wurde in Cordemais im Haus eines Francis Moisan, das „Les Sables“ genannt wird, ein Kapitulationsabkommen unterschrieben.
Schon am 9. Mai um 0:01 Uhr sollte ein Waffenstillstand beginnen, doch man war auf deutscher Seite noch nicht bereit den französischen Truppen die Stadt zu überlassen. Im südlichen Teil des belagerten Gebietes kam es noch bis zum Morgen des 11. Mai zu Gefechten. So war es erst am Mittag des 11. Mai möglich auf der Pferderennbahn Gran Clos in Bouvron eine Kapitulationszeremonie zu vollziehen.
Im Rahmen der Zeremonie übergab der General Hans Junck seine persönliche Waffe dem amerikanischen Befehlshaber Herman Frederick Kramer. Außerdem waren General Chomel, der Präfekt des Departement Loire-Inférieure, Alexandre Vincent, und Soldaten der französischen und amerikanischen Einheiten anwesend. Entsprechend der Vereinbarungen wurde der Hafen nicht zerstört und die im Hafen noch vorhandenen Schiffe und U-Boote wurden nicht versenkt.
So hatten sich am 11. Mai 1945, drei Tage nach der Bedingungslosen Kapitulation der Wehrmacht die deutschen Besatzungstruppen ergeben und gingen in alliierte Kriegsgefangenschaft.